# Tour de l'ancien château de Gosselies
La tour de l'ancien château de Gosselies, section de la ville belge de Charleroi, est le seul vestige du château de la famille de Bousies, seigneurs de Gosselies de 1423 à 1534.

## Architecture
C'est une haute construction quadrangulaire en briques, légèrement talutée, raidie de harpes d'angle et couverte d'une bâtière d'ardoises à longues croupes et coyaux. La face nord présente onze fenêtres placées en quinconce.